# Mölltal

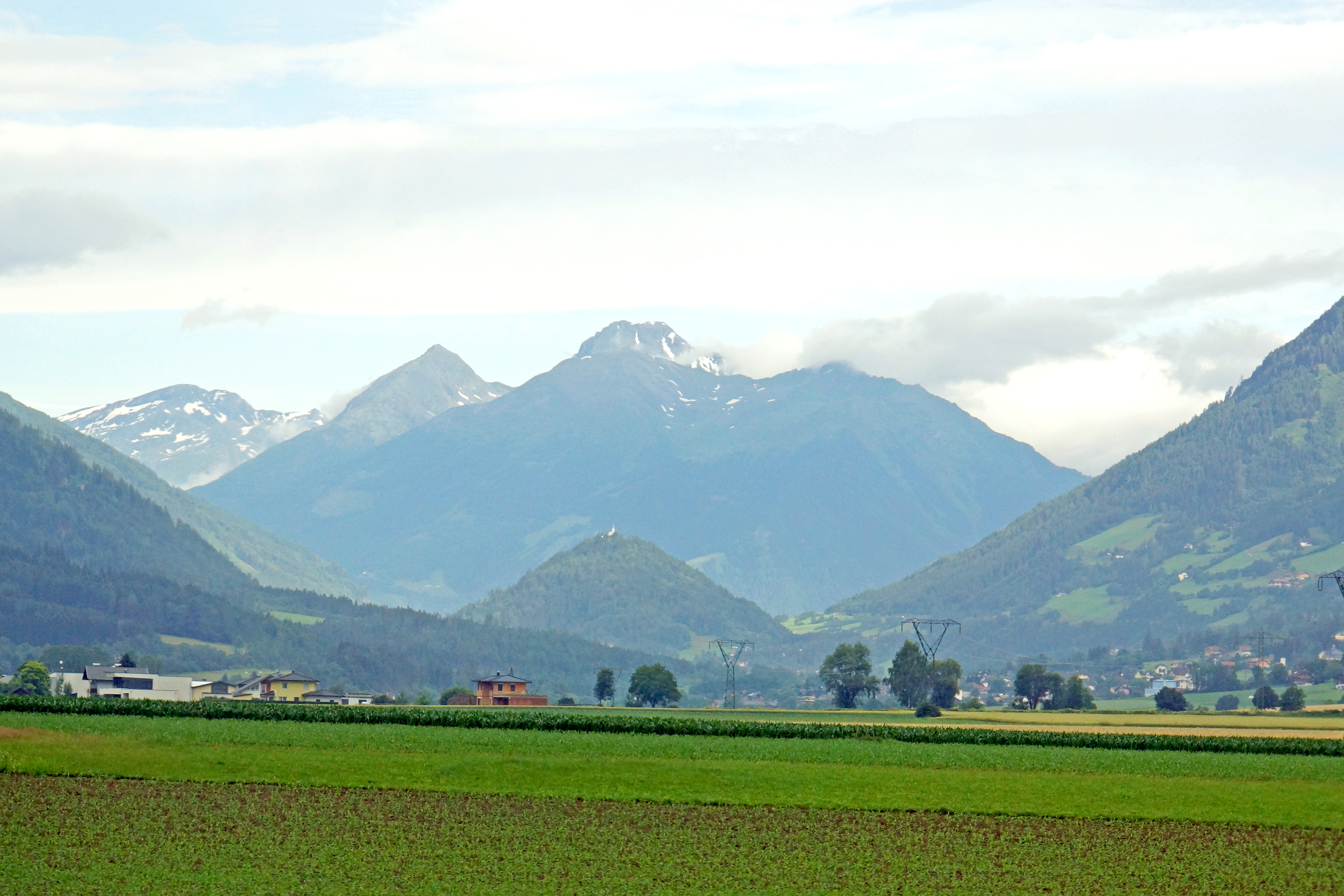
Das untere Mölltal, Blick nach Nordwesten zum Danielsberg

Das Mölltal ist ein Tal in Kärnten in Österreich. Sein Name kommt vom Fluss Möll, der das Tal durchfließt. Die Mölltal Straße war im Unterlauf des Mölltals einst ein wichtiger Streckenabschnitt auf dem Weg in den Süden, da alle Benutzer des Tauerntunnels zwischen der Autoverladestation Böckstein im Gasteinertal und Mallnitz in das Mölltal kamen. Nach der Eröffnung der Tauernautobahn mit dem Tauerntunnel ließ der Verkehr im Mölltal stark nach.
Der Name des Tals diente als Vorlage für das Volksmusikquintett Die fidelen Mölltaler.

## Geographie
Das Mölltal nimmt am Pasterzenboden unter dem Großglockner seinen Ausgang und trennt hernach die Schobergruppe von der Goldberggruppe. Weiter flussabwärts schneidet die Möll zwischen die Kreuzeckgruppe und die Ankogelgruppe ein, ehe die Talschaft bei Möllbrücke in das Drautal mündet.

## Nebentäler
Die Nebentäler mit dem Mündungsort in Flussrichtung sind:
- Leitertal, bei der Bricciuskapelle, rechts
- Gössnitztal, bei Winkl, Gemeinde Heiligenblut, rechts
- Guttal, bei Winkl, Gemeinde Heiligenblut, links
- Fleißtal, bei Pockhorn, Gemeinde Heiligenblut,links
- Zopenitzen, bei Aichhorn, Gemeinde Heiligenblut, rechts
- Gradental, bei Putschall, Gemeinde Großkirchheim, rechts
- Zirknitztal, bei Döllach, Gemeinde Großkirchheim, links
- Wangenitztal, vor Stampfen, Gemeinde Mörtschach, rechts
- Astental, bei Mörtschach, links
- Kolmitzental, bei Lassach, links
- Fragant, bei Außerfragant, links
- Raggatal mit der Raggaschlucht, bei Flattach, rechts
- Mallnitztal, bei Obervellach, links
- Kaponigtal, bei Obervellach, links
- Teuchl, bei Napplach, rechts

## Wichtige Orte
In Fließrichtung
| - Heiligenblut am Fuße des Großglockner - Großkirchheim - Mörtschach mit Lassach - Winklern am Fuße des Iselsbergs - Rangersdorf - Stall | - Flattach am Fuße des Mölltaler Gletschers (früher auch Wurtenkees genannt) und am Eingang zur Raggaschlucht mit Außerfragant - Obervellach - Reißeck mit den Gemeindeteilen Kolbnitz am Fuß des Danielsberg, Penk und Teuchl - Mühldorf - Lurnfeld mit Möllbrücke an der Mündung der Möll in die Drau und Pusarnitz |

## Klettersteig
Kurz nach Heiligenblut verläuft die Möll durch eine Schlucht. Hier wurde der Klettersteig Möllschlucht angelegt, der an den Schluchtwänden entlang läuft und die Schlucht mehrmals auf Seilbrücken überquert. Er wird mit der Schwierigkeit D eingestuft.

## Galerie

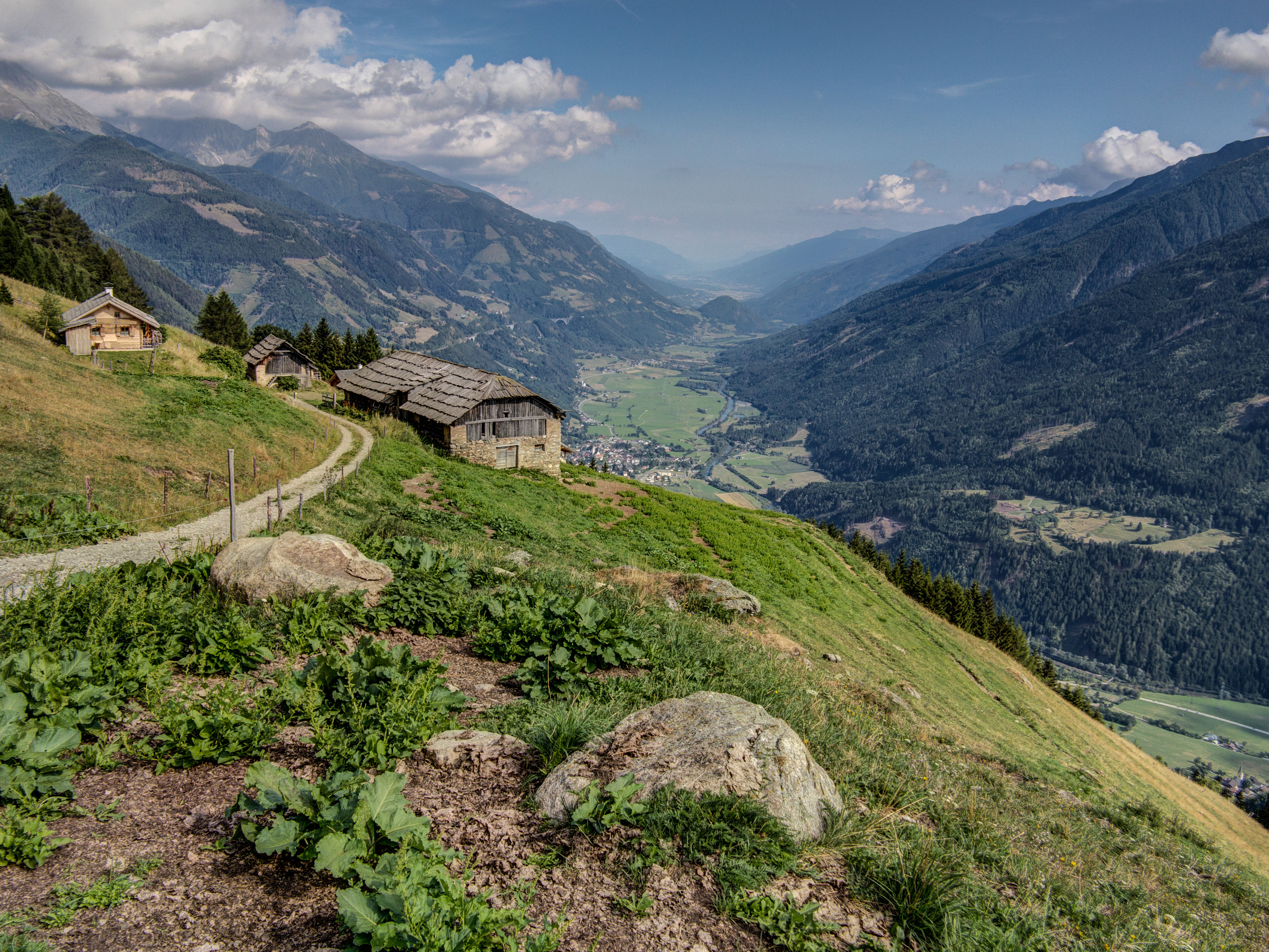
Verlauf bei Obervellach Blick Richtung Südosten ins Drautal, links an der Talflanke im Drautal die Tauernbahn erkennbar
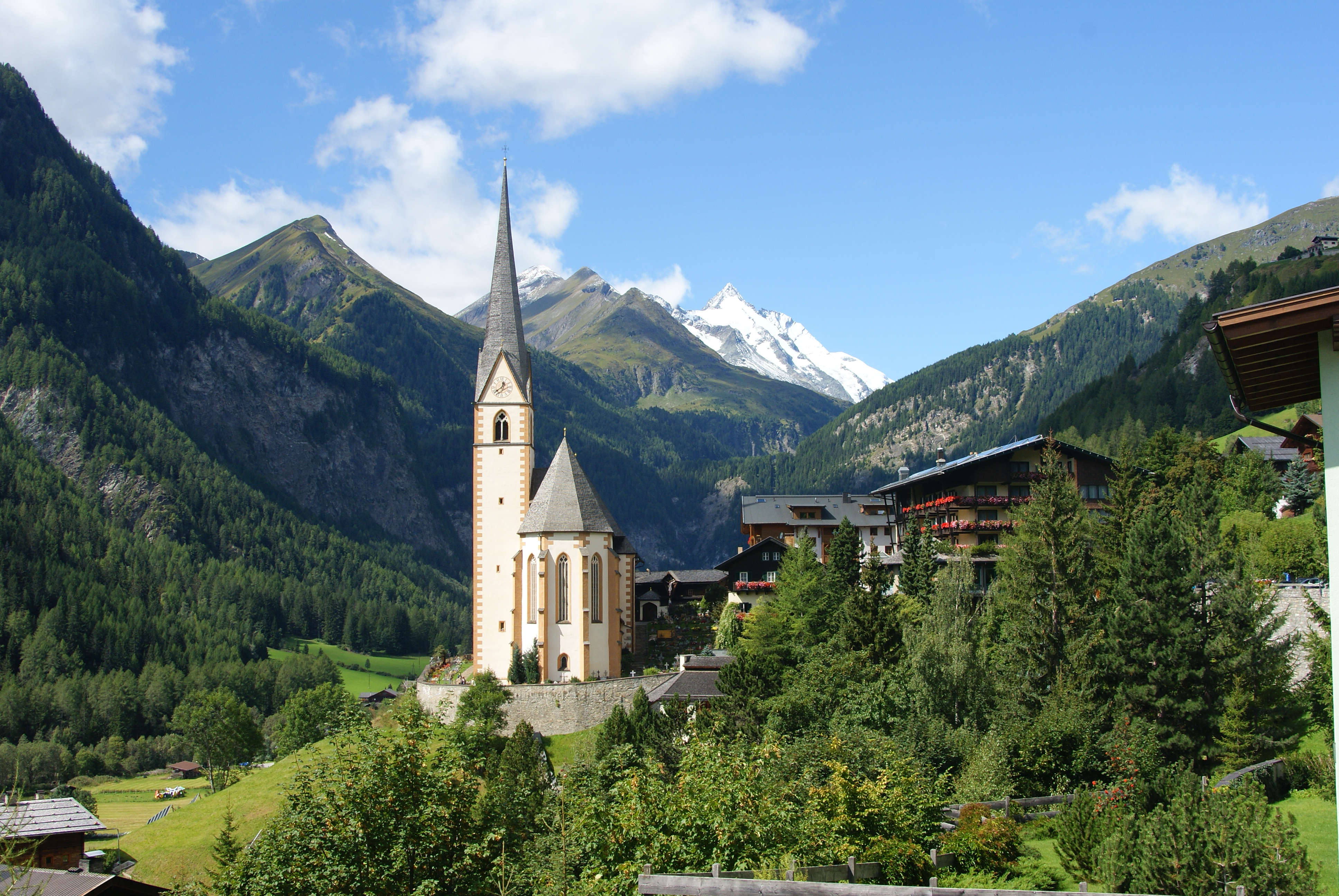
Talschluss in Heiligenblut mit dem Großglockner im Hintergrund
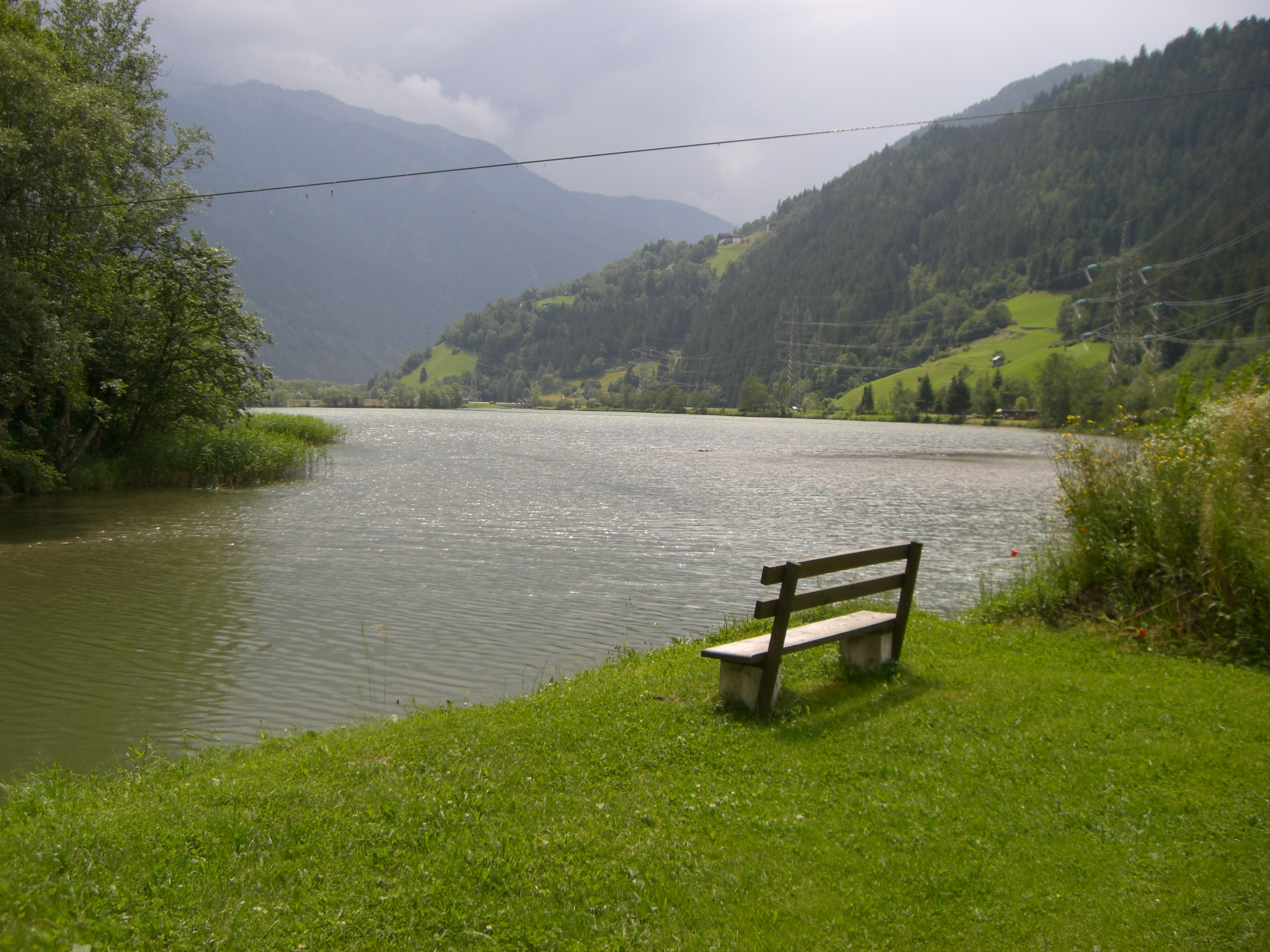
Gößnitzerstausee bei Stall
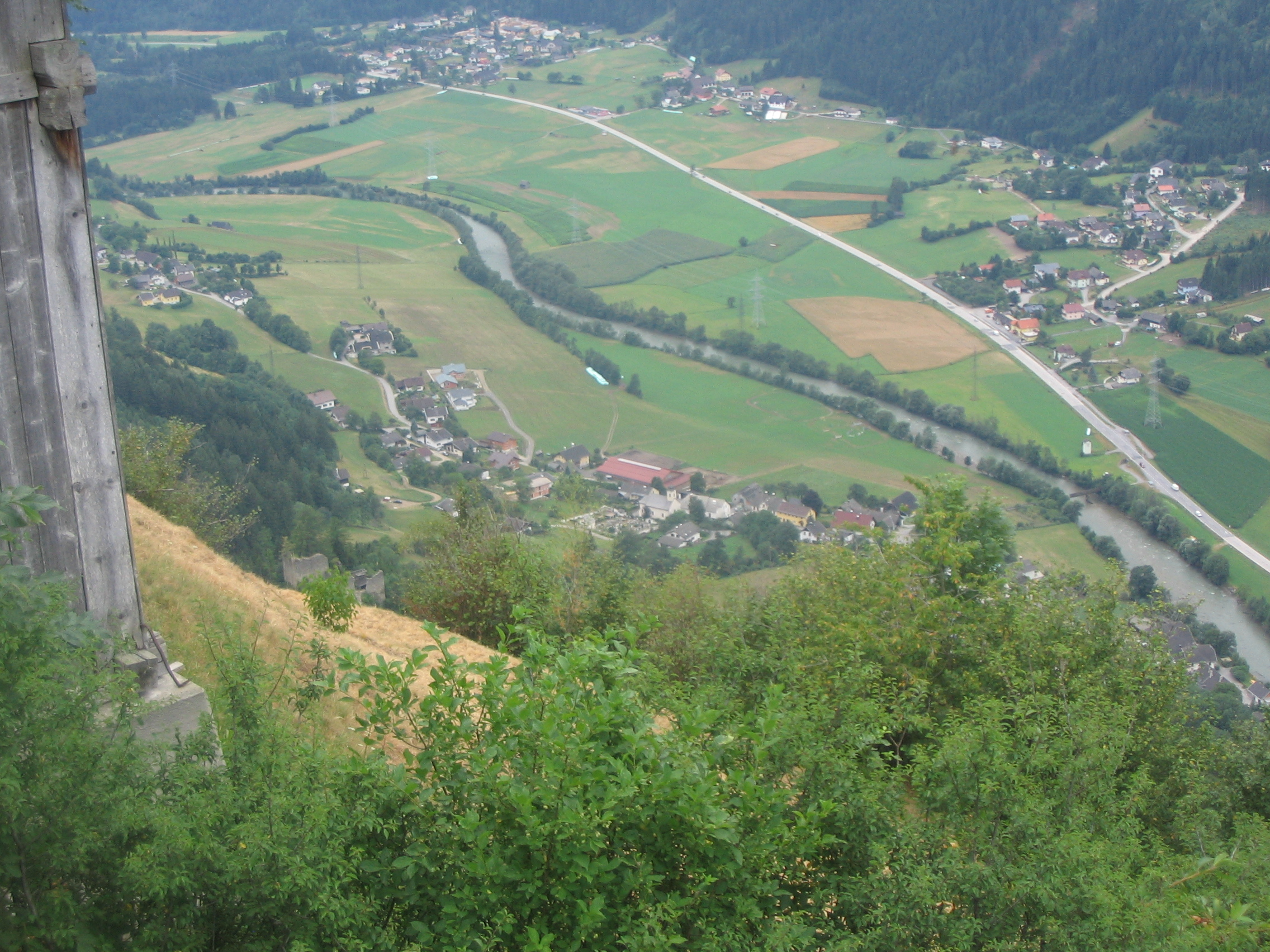
Das Mölltal bei Penk, gesehen vom Zwenberg
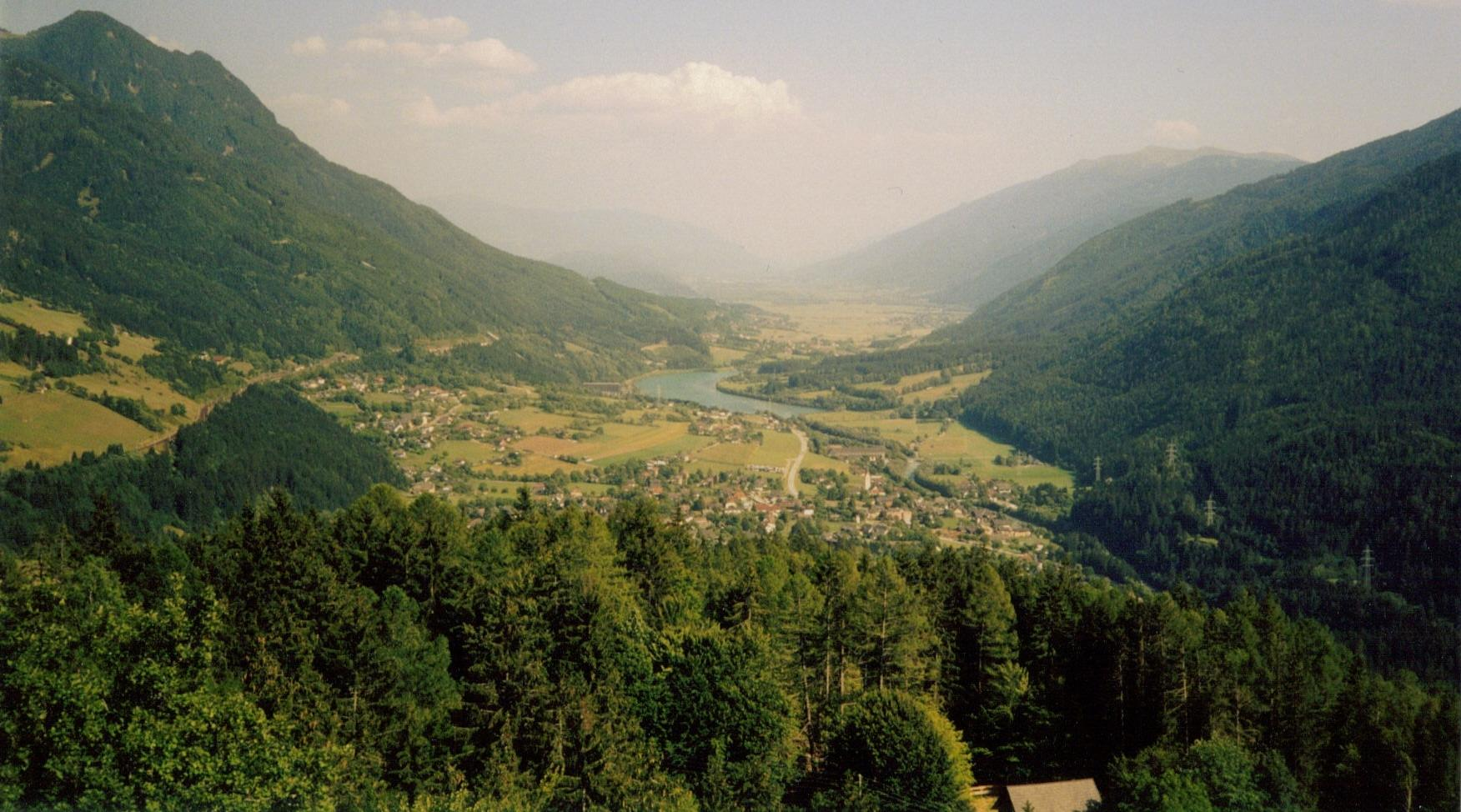
Das Mölltal bei Kolbnitz, gesehen vom Danielsberg Richtung Südosten
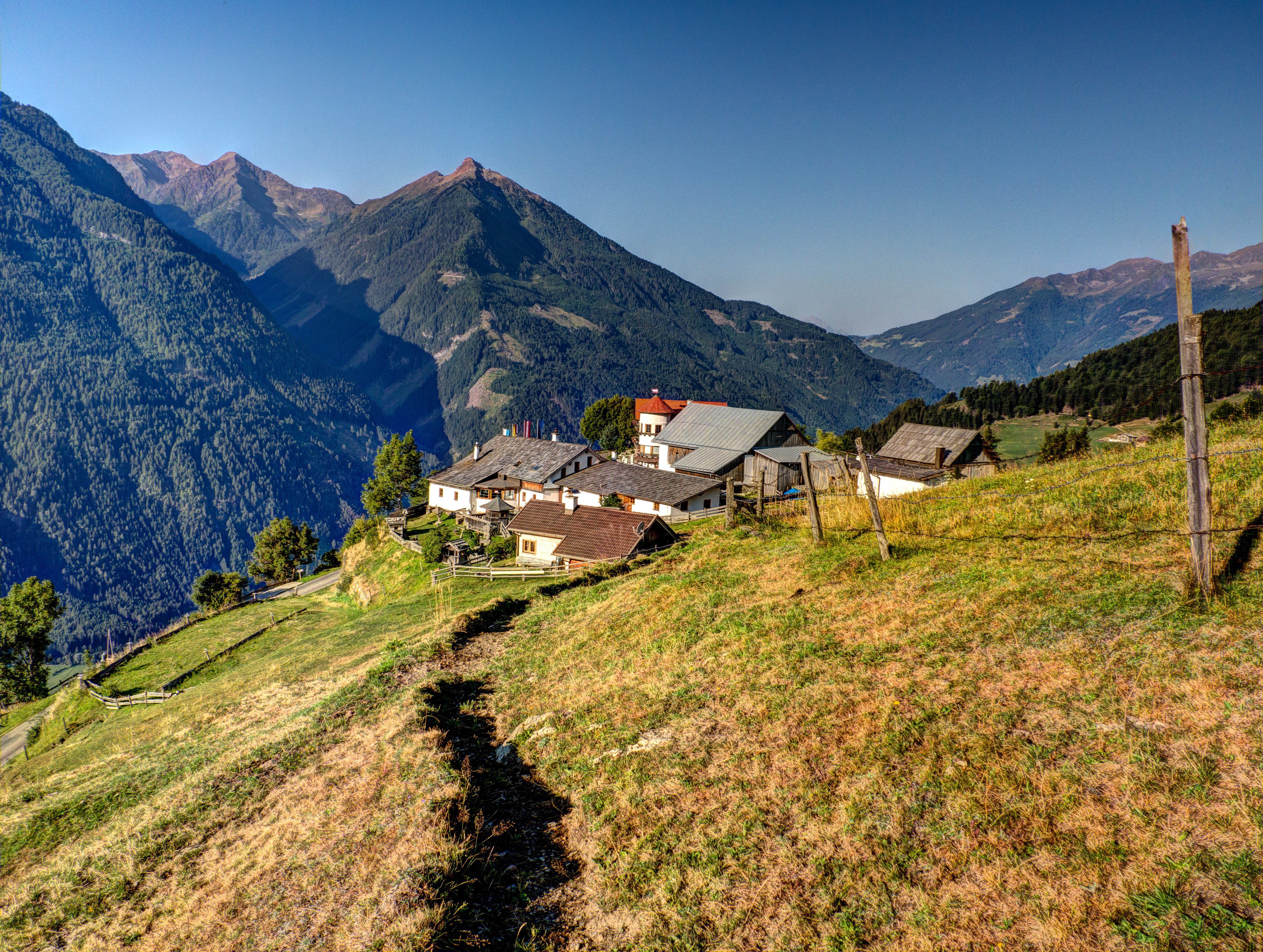
Himmelbauer und Polinik bei Obervellach